# Moyo Mekar
Moyo Mekar is een bestuurslaag in het regentschap Sumbawa van de provincie West-Nusa Tenggara, Indonesië. Moyo Mekar telt 1509 inwoners (volkstelling 2010).